# Tályai Z. Márton
Tályai Z. Márton, Tállyai (1604 vagy 1605 – Beregszász, 1648 előtt) református teológus.

## Életútja
Miután hazai tanulmányait befejezte, Kolozsváron lett rektor. A kolozsvári iskola igazgatói állomásáról külföldre ment, ahol 1630. november 23-án az odera-frankfurti, 1631. április 29-én a leideni, 1632. június 23-án a franekeri egyetemre iratkozott be, de azután ismét Leidenben tartózkodott, még 1634 tavaszán is. Ezután Angliában is megfordult, onnan hazament. 1639-ben még élt, 1648 előtt hunyt el mint beregszászi pap. A puritánusokkal tartott.

## Munkái
1. Disputatio Theologica Tertia De Persona D. nostri Iesu Christi... Publice tueri conabitur Martinus Z. Thaliaeus... Lugduni Batavorum, MDCXXXII. (Kiadva 1632. június 26-án)
2. Anatome Samosatenianismi. Sive Censura Brevis Ac Modesta Responsionis Ciusdam N. N. Transylvani Institutae Ad Argumenta fere omnia Orthodoxorum de Doctrina S. S. Trimitatis... A Martino Z. Thallyaeo. Uo. 1634. (Csanádi Pál munkája ellen). (Kiadva 1634. május 26-án)